# Павлидис, Элиас
Элиас Павлидис (греч. Ηλίας Παυλίδης; род. 4 мая 1978, Свердловск) — греческий боксёр, представитель полутяжёлой и первой тяжёлой весовых категорий. Выступал за национальную сборную Греции по боксу в 2000-х годах, участник двух Олимпийских игр (2004, 2008), двукратный чемпион ЕС (2007, 2008), многократный победитель и призёр турниров международного значения в любителях.

## Биография
Элиас Павлидис родился 4 мая 1978 года в Свердловске, СССР.
Занимался боксом в клубе ПАОК в Салониках.
Дебютировал на взрослом международном уровне в сезоне 2001 года, когда вошёл в основной состав греческой национальной сборной и выступил на чемпионате мира в Белфасте, где в 1/8 финала полутяжёлой весовой категории был остановлен россиянином Евгением Макаренко. Помимо этого, одержал победу на международном турнире Трофео Италия в Неаполе, взял бронзу на турнире Danish Box Open в Орхусе.
В 2002 году стал бронзовым призёром Мемориала Странджи в Пловдиве, победил на домашнем Кубке Акрополиса в Афинах, выступил на Кубке Анвара Чоудри в Баку и на чемпионате Европы в Перми.
В 2003 году выиграл серебряную медаль на турнире Ахмет Джёмерт в Стамбуле, бронзовые медали на Мемориале Странджи в Пловдиве, на турнире Gee-Bee в Хельсинки и на Кубке Акрополиса в Афинах, победил в зачёте греческого национального первенства. При этом на мировом первенстве в Бангкоке вновь остановился в 1/8 финала — снова проиграл Евгению Макаренко, который второй раз подряд стал чемпионом мира.
Благодаря череде удачных выступлений удостоился права защищать честь страны на домашних летних Олимпийских играх 2004 года в Афинах. В категории до 81 кг благополучно прошёл первых двоих соперников по турнирной сетке, тогда как в третьем четвертьфинальном бою потерпел досрочное поражение от египтянина Ахмеда Исмаила — на момент третьего раунда лидировал по очкам 18:12, но не мог продолжать поединок из-за сильного рассечения.
После афинской Олимпиады Павлидис поднялся в первую тяжёлую весовую категорию и продолжил принимать участие в крупнейших международных турнирах. Так, в 2005 году он стал серебряным призёром на турнире Белградский победитель в Сербии и на Кубке нефтяных стран в Нижневартовске, боксировал на Средиземноморских играх в Альмерии.
В 2007 году добавил в послужной список бронзовую награду, полученную на турнире Альгирдаса Шоцикаса в Каунасе, победил на чемпионате Европейского Союза в Дублине, тогда как на чемпионате мира в Чикаго в 1/8 финала его одолел француз Джон М’Бумба.
На первой Европейской олимпийской квалификации в Пескаре выбыл из борьбы уже в четвертьфинале, в то время как на второй Европейской олимпийской квалификации в Афинах сумел дойти до финала, выиграв у всех соперников кроме черногорца Милорада Гайовича — таким образом прошёл отбор на Олимпийские игры 2008 года в Пекине. В стартовом поединке категории до 91 кг взял реванш у Гайовича, но затем в четвертьфинале со счётом 4:7 потерпел поражение от кубинца Осмая Акосты и выбыл из борьбы за медали. Также в этом сезоне был лучшим на чемпионате Европейского Союза в Польше, выступил на Кубке мира в Москве, где в четвертьфинале первого тяжёлого веса был побеждён россиянином Романом Масалимовым.